# Müge Kurt
Müge Kurt (née Şakar le 15 juin 1981 à Burdur) est une ancienne joueuse de volley-ball turque. Elle mesure 1,84 m et jouait au poste de centrale. Elle a totalisé 12 sélections en équipe de Turquie.

## Clubs
| Club                   | De        | À         |
| ---------------------- | --------- | --------- |
| Yeşilyurt İstanbul     | 1999-2000 | 2001-2002 |
| Şanlıurfa Gençlik Spor | 2002-2003 | 2003-2004 |
| Kocaelispor İzmit      | 2004-2004 | 2004-2004 |
| Şahinbey Belediye      | 2004-2005 | 2004-2005 |
| Karşıyaka İzmir        | 2005-2006 | 2005-2006 |
| Polisan Değirmendere   | 2006-2007 | 2006-2007 |
| Gazi Üniversitesi      | 2007-2008 | 2007-2008 |
| Nilüfer Belediye       | 2008-2009 | 2008-2009 |
| Beşiktaş Istanbul      | 2009-2010 | 2010-2011 |
| Ereğli Belediye        | 2012-2013 | 2012-2013 |